# 趙氏叉鰾石首魚
趙氏叉鰾石首魚為輻鰭魚綱鱸形目鱸亞目石首魚科的其中一種，分布西大西洋區，從哥倫比亞Salamanca群島至委內瑞拉海域，棲息深度可達20公尺，體長可達9.7公分，棲息在沿海泥底質海域。